# Kinderhymne
Kinderhymne (niem. Hymn dziecięcy, określany też od pierwszych słów Anmut sparet nicht noch Mühe) – wiersz Bertolta Brechta z 1949, napisany jako alternatywny hymn narodowy Niemiec względnie NRD, do którego muzykę napisał Hanns Eisler. Władze NRD zdecydowały się jednak na pieśń Auferstanden aus Ruinen Johannesa Bechera, również z muzyką Eislera. Metryka obu tekstów jest jednakowa i odpowiada Pieśni Niemców, dotychczasowemu hymnowi Niemiec, mogą być one zatem śpiewane również do jego melodii.
Hymn Brechta zawiera wezwanie do dbania o Niemcy jak również przyjaźń między narodami. Druga strofa stanowi bezpośrednie nawiązanie do pierwszej strofy Pieśni Niemców, definiując granice Niemiec bez pretensji terytorialnych wobec Polski, Danii, Holandii, Austrii i Włoch (od morza do Alp, od Odry do Renu), a także mówiąc o niewywyższaniu się Niemców ponad inne narody (Pieśń Niemców zaczyna się od słów Niemcy [...] ponad wszystko na świecie).
Po  ponownym zjednoczeniu Niemiec w 1990 kilka komitetów obywatelskich i mediów zaangażowało się bezskutecznie w kampanię na rzecz ogłoszenia tekstu Brechta nowym hymnem Niemiec.